# Championnat d'Équateur de football 1975
Navigation
Saison précédente Saison suivante
La saison 1975 du Championnat d'Équateur de football est la dix-septième édition du championnat de première division en Équateur.
Le fonctionnement du championnat change de nouveau cette saison. Les douze équipes sont réunies au sein d'une poule unique où elles s'affrontent deux fois, à domicile et à l'extérieur. À la fin de cette première phase, les dix premières disputent la seconde phase (avec les trois meilleures équipes qualifiées pour la Liguilla), les deux dernières sont reléguées. Lors de la seconde phase, les dix équipes se rencontrent à nouveau deux fois et les trois meilleures équipes disputent la Liguilla tandis que les deux derniers sont relégués en deuxième division.
C'est le LDU Quito, tenant du titre, qui remporte à nouveau la compétition après avoir terminé en tête de la Liguilla, avec trois points d'avance sur le Deportivo Cuenca. C'est le 3e titre de champion d'Équateur de l'histoire du club.

## Les clubs participants
- Club Sport Emelec
- Barcelona Sporting Club
- Club Deportivo El Nacional
- CDU Católica del Ecuador
- Club 9 de Octubre - Promu de Série B
- Carmen Mora - Promu de Série B
- LDU Quito
- Deportivo Quito - Promu de Série B
- LDU Portoviejo
- Deportivo Cuenca
- América de Quito
- Sociedad Deportiva Aucas- Promu de Série B

## Compétition

### Première phase
| Rang | Équipe                     | Pts | J  | G  | N  | P  | Bp | Bc | Diff |
| ---- | -------------------------- | --- | -- | -- | -- | -- | -- | -- | ---- |
| 1    | LDU Quito T                | 29  | 22 | 12 | 5  | 5  | 43 | 22 | +21  |
| 2    | Deportivo Cuenca           | 29  | 22 | 13 | 3  | 6  | 44 | 25 | +19  |
| 3    | Barcelona Sporting Club    | 27  | 22 | 9  | 9  | 4  | 40 | 27 | +13  |
| 4    | Club Deportivo El Nacional | 26  | 22 | 10 | 6  | 6  | 33 | 19 | +14  |
| 5    | Club Sport Emelec          | 22  | 22 | 9  | 4  | 9  | 28 | 30 | -2   |
| 6    | América de Quito           | 21  | 22 | 9  | 3  | 10 | 42 | 44 | -2   |
| 7    | Sociedad Deportiva Aucas P | 21  | 22 | 7  | 7  | 8  | 24 | 31 | -7   |
| 8    | CDU Católica del Ecuador   | 20  | 22 | 7  | 6  | 9  | 22 | 27 | -5   |
| 9    | Deportivo Quito P          | 19  | 22 | 5  | 9  | 8  | 22 | 28 | -6   |
| 10   | LDU Portoviejo             | 18  | 22 | 4  | 10 | 8  | 20 | 41 | -21  |
| 11   | Club 9 de Octubre P        | 17  | 22 | 7  | 3  | 12 | 28 | 36 | -8   |
| 12   | Carmen Mora P              | 15  | 22 | 5  | 5  | 12 | 22 | 38 | -16  |

|  | Qualification pour la Liguilla           |
|  | Relégation en Série B                    |
|  | T : Tenant du titre P : Promu de Série B |

### Seconde phase
| Rang | Équipe                     | Pts | J  | G  | N | P  | Bp | Bc | Diff |
| ---- | -------------------------- | --- | -- | -- | - | -- | -- | -- | ---- |
| 1    | Deportivo Cuenca           | 25  | 18 | 11 | 3 | 4  | 35 | 14 | +21  |
| 2    | Sociedad Deportiva Aucas P | 21  | 18 | 9  | 3 | 6  | 25 | 17 | +8   |
| 3    | CDU Católica del Ecuador   | 21  | 18 | 8  | 5 | 5  | 21 | 20 | +1   |
| 4    | Club Sport Emelec          | 20  | 18 | 8  | 4 | 6  | 29 | 20 | +9   |
| 5    | LDU Quito T                | 20  | 18 | 7  | 6 | 5  | 25 | 19 | +6   |
| 6    | Club Deportivo El Nacional | 20  | 18 | 7  | 6 | 5  | 27 | 21 | +6   |
| 7    | Barcelona Sporting Club    | 19  | 18 | 8  | 3 | 7  | 21 | 25 | -4   |
| 8    | América de Quito           | 15  | 18 | 5  | 5 | 8  | 17 | 26 | -9   |
| 9    | Deportivo Quito P          | 10  | 18 | 2  | 6 | 10 | 15 | 31 | -16  |
| 10   | LDU Portoviejo             | 9   | 18 | 4  | 1 | 13 | 16 | 38 | -22  |

|  | Qualification pour la Liguilla           |
|  | Relégation en Série B                    |
|  | T : Tenant du titre P : Promu de Série B |

### Liguilla
À l'issue de chaque phase, les trois premiers du classement reçoivent un bonus respectif de 3, 2 et 1 point.
| Rang | Équipe                        | Pts | J | G | N | P | Bp | Bc | Diff |
| ---- | ----------------------------- | --- | - | - | - | - | -- | -- | ---- |
| 1    | LDU Quito T +3                | 14  | 8 | 4 | 3 | 1 | 12 | 8  | +4   |
| 2    | Deportivo Cuenca +5           | 11  | 8 | 2 | 2 | 4 | 5  | 10 | -5   |
| 3    | Sociedad Deportiva Aucas P +2 | 10  | 8 | 2 | 4 | 2 | 7  | 10 | -3   |
| 4    | Barcelona Sporting Club +1    | 9   | 8 | 3 | 2 | 3 | 11 | 8  | +3   |
| 5    | CDU Católica del Ecuador +1   | 8   | 8 | 2 | 3 | 3 | 8  | 7  | +1   |

|  | Qualification pour la Copa Libertadores 1976 |
|  | T : Tenant du titre P : Promu de Série B     |

## Bilan de la saison
| Championnat d'Équateur de football 1975 |                                            |
| Champion                                | LDU Quito (2e titre)                       |
| Qualifications continentales            |                                            |
| Copa Libertadores 1976                  | LDU Quito                                  |
| Copa Libertadores 1976                  | Deportivo Cuenca                           |
| Promotions et relégations               |                                            |
| Promus en Série A                       | Audaz Octubrino                            |
| Relégués en Série B                     | Carmen Mora Deportivo Quito LDU Portoviejo |